# 臺灣鹽業鐵路
臺灣鹽業鐵路是過去臺灣鹽業用來運送鹽的鐵路。過去戰後的布袋、七股、臺南與高雄鹽場內均有鹽業鐵路的鋪設，但除了高雄鹽場內有自成系統外，其他鹽場的鹽鐵多是與糖鐵相連。然而在公路運輸取代鐵路運輸，臺鹽在1995年拆除完布袋鹽場鹽鐵後，只留下了一些遺蹟。
臺灣鹽鐵主要用來搬運、集中鹽場裡的鹽，過去曾與糖鐵相連經轉運後走臺鐵運送到高雄港出口。而除了運送鹽之外，在戰後初期鹽場缺乏自來水管線以及公路運輸尚不普及時，鹽鐵也擔任運送水與鹽工的交通工具，直到1950年代為止。

## 沿革

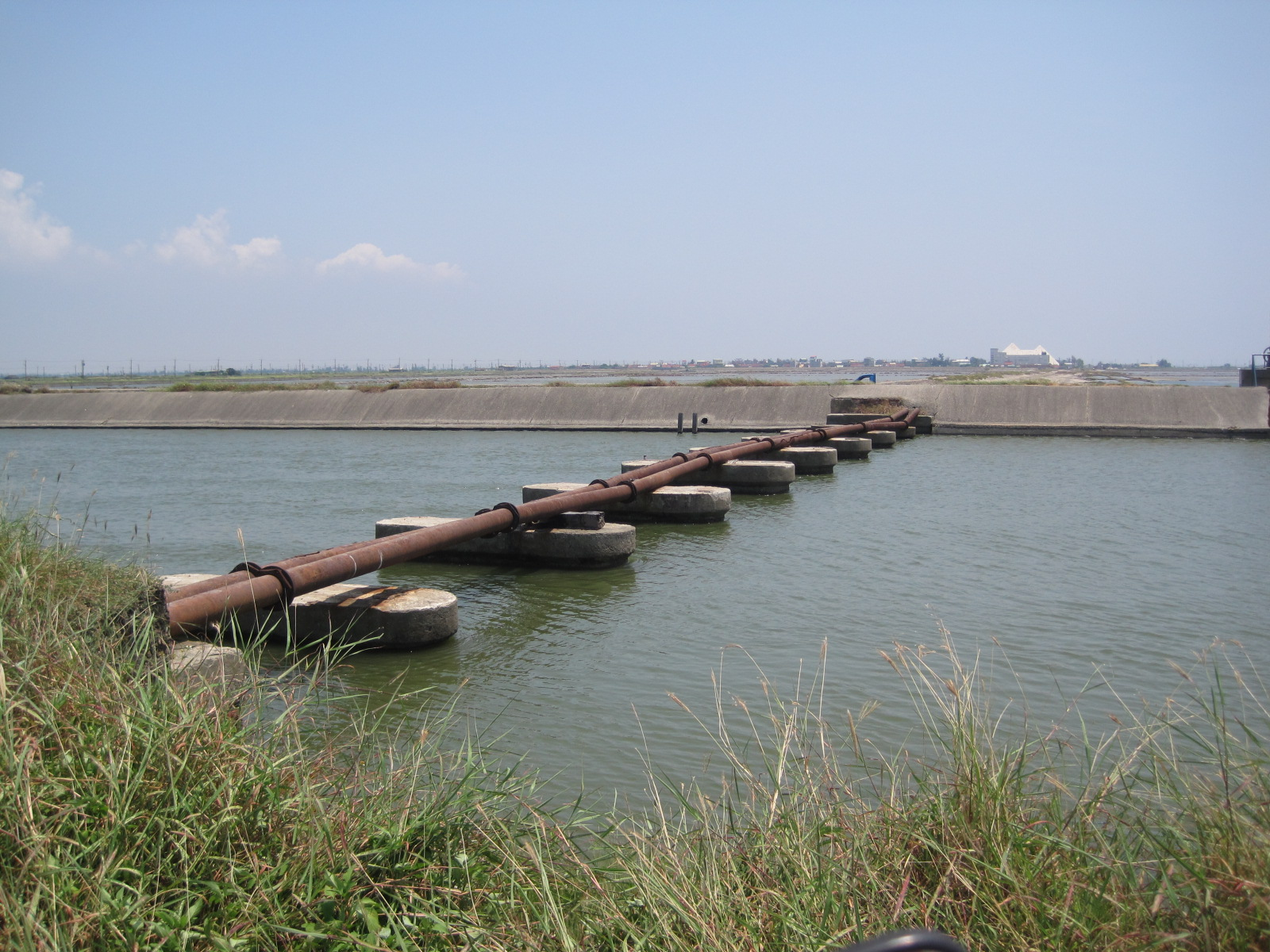
七股鹽場鹽鐵橋墩

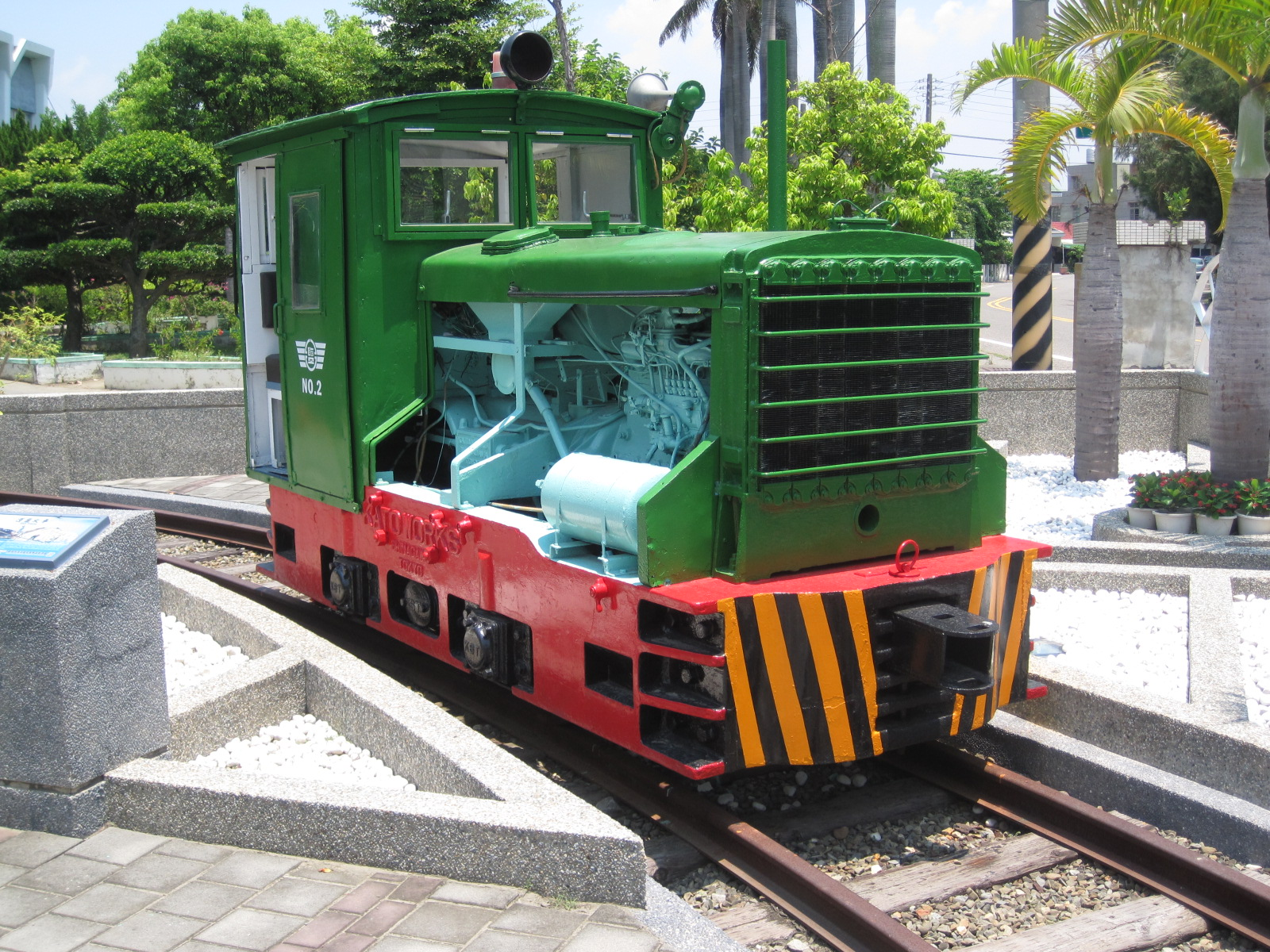
放置在七股鹽場展示的加藤製作所內燃機車

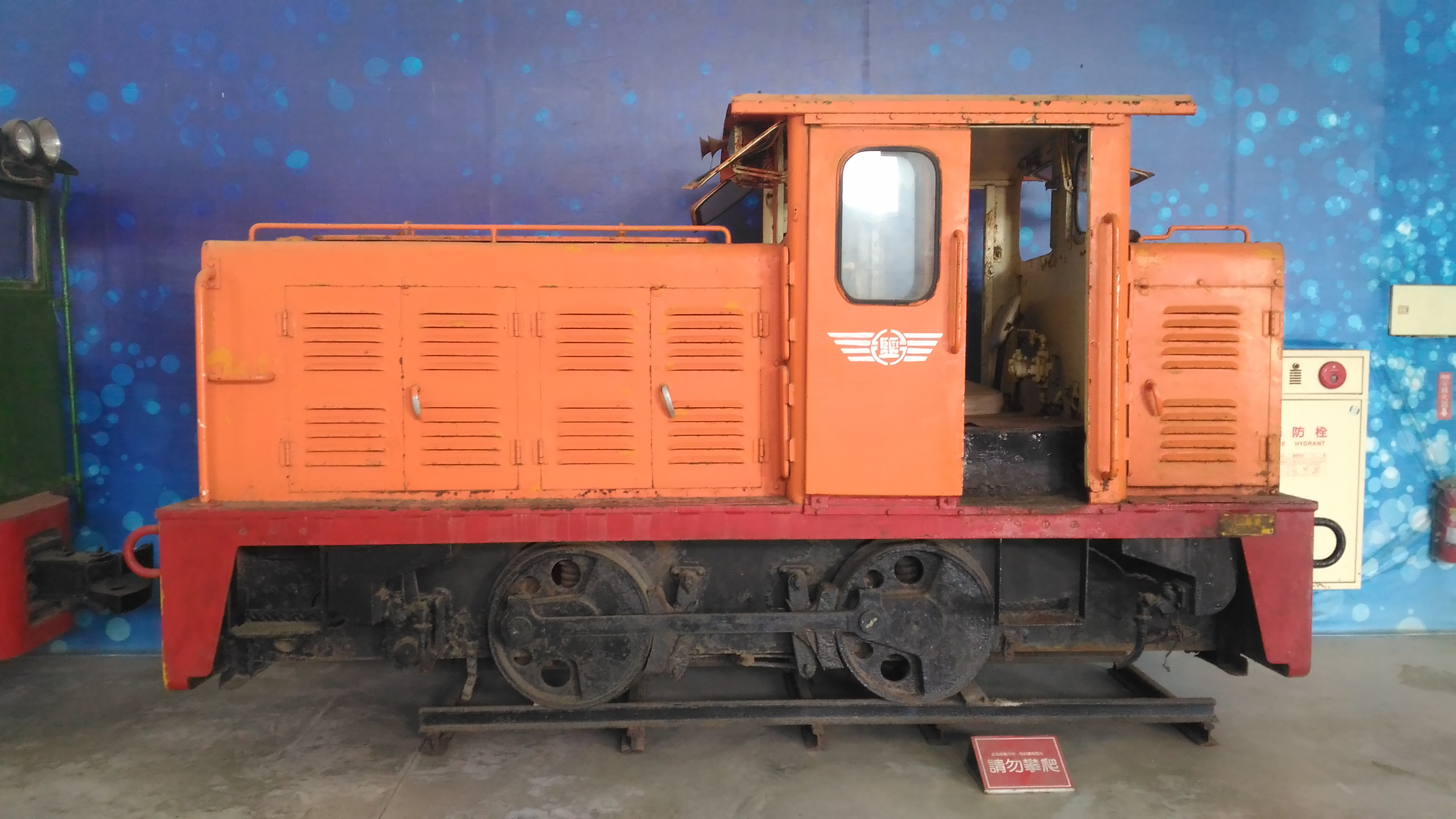
放置在七股鹽場展示的協三工業內燃機車

過去在臺灣日治時期，由於臺灣西南沿海鹽場附近大多水淺，無法讓大型船隻靠岸運輸鹽，主要靠陸上運送，因而開始在鹽場內鋪設鐵路，為臺灣鹽業鐵路之始。後來在二次大戰後，臺灣製鹽總廠（今臺鹽公司）利用美援在1952年開始改善布袋與七股鹽場內的鐵路運輸系統，而在1954年3月，七股鹽場內部鐵道與臺糖鐵道接通，在臺糖、臺鐵與高雄港務局的協助下，從此可以在將鹽用糖鐵運至東太子宮轉運臺後轉由臺鐵經縱貫線鐵道運至高雄港出口，而布袋鹽場亦依循此模式出口鹽產。之後在1955年與1956年間，高雄鹽場與臺南鹽場也開始鋪設鐵路系統。臺南安順鹽區在1956年3月完成與糖鐵接軌的鐵路系統後，亦可將鹽運到新營再轉運到高雄港出口。然而在1966年，由於工業用鹽需求日增，而停止了鹽的出口，此一運輸模式也失去了作用。
1987年2月，七股鹽場的鹽鐵停止運作，於1989年拆除鐵軌，而除了兩臺日治時期的6噸機關車頭外，拆除的鐵軌與8噸機關車頭均轉給布袋鹽場，而布袋鹽場的鹽鐵則維持到1995年8月18日停駛後才拆除。

## 參看
- 西園鹽場鐵路